# 謝漢光
謝漢光（1919年—1996年），廣東省豐順縣埔寨鎮人，廣西大學農學院森林系畢業，曾任廣西農業試驗場主任，亦擔任柳州農場主任，1945年謝漢光加入中國共產黨，秘密潛伏台灣台灣省林業試驗所蓮花池分所任職，發展組織，《光明報》事件後，許多地下黨人躲藏於梁錚卿服務的農場，台中市工委瓦解後謝漢光遭到政府通緝，改名換姓躲藏台東林區，1988年12月8日始逃回大陸，潛伏前後達38年，為中共潛伏台灣最久的地下黨員。

## 生平
謝漢光，1919年生於廣東省豐順縣埔寨鎮，1938年就讀廣西大學農學院森林系，在學校認識了陳仲豪、梁錚卿，1942年畢業後先後任職廣西農業試驗場技術員、黔桂鐵路柳州農場主任，1944年日本發動豫湘桂会战，針對河北、湖北、廣西等地進行一次大規模的戰爭。1944年11月日軍佔領柳州，謝漢光逃難到四川，在邛崍教書維持生計，1945年8月日本投降，謝漢光到香港，在香港與中共華南局取得連繫後加入中國共產黨，並接受了潛伏台灣的任務。
1946年謝漢光赴台，在台灣省林業試驗所蓮華池分所任職，1947年張伯哲赴台協助劉志敬組織台中市工委，領導謝漢光，吸收了陳福添、鄧錫章等人加入，發展組織，同時，謝漢光廣西大學農學院同學陳仲豪、梁錚卿，也銜命赴台潛伏，陳仲豪在基隆中學鍾浩東校長處任職，梁錚卿任職農林公司透過偏遠的農場來協助人員之交通與躲藏，組織在二二八事件後快速發展。
1949年光明報事件導致許多組織遭到破獲，陳仲豪等人陸續撤離台灣，梁錚卿、郭魯林等陸續被捕，1950年3月謝漢光因梁錚卿叛亂案遭通緝，協助謝漢光脫逃的同事葉阿裳、韓萬生、林萬榮、洪基萬分別遭羈押8個多月及判刑兩年不等刑期，謝漢光潛逃到台東的小村，在該村村長的幫忙頂替了一位失蹤多年的原住民葉依奎的戶口，在當地以新的身份繼續生活，從事林務工作。
1987年，台灣戒嚴解除，同年開放探親，1988年底謝漢光用葉依奎的身份赴陸觀光回到廣東豐順老家，留在大陸，先以貧困台胞身份留在中國領取微薄補助，透過過去同志陳仲豪的確認，1994年謝漢光共產黨的身份得以恢复，並享有退休幹部的待遇，1996年謝漢光逝世。